# Povečana sfenokorona
| Povečana sfenokorona  | Povečana sfenokorona         |
| --------------------- | ---------------------------- |
|                       |                              |
| Vrsta                 | Johnsonovo telo J86-J87-J88  |
| Stranske ploskve      | 4+6x2 trikotniki 1 kvadrat   |
| Robovi                | 26                           |
| Oglišča               | 11                           |
| Konfiguracija oglišča | 1(34) 2(33.4 3x2(35) 2(34.4) |
| Simetrija             | C5                           |
| Dualni polieder       | -                            |
| Lastnosti             | konveksna                    |
| Slika oglišč          |                              |

Povečana sfenokorona je eno izmed Johnsonovih teles (J87). Dobimo jo tako, da dodamo kvadratno piramido na eno izmed stranskih ploskev sfenokorone. Je edino Johnsonovo telo, ki ga s pomočjo postopki "odreži in prilepi" (cut and paste), kjer komponente niso odseki Platonsko telo in arhimedska telesa.
V letu 1966 je vseh 92 Johnsonovih teles opisal in tudi imenoval Norman Johnson (rojen 1930).